# Municipio de Aizkraukle
El municipio de Aizkraukles (en Letón: Aizkraukles novads) es uno de los 36 municipios de la República de Letonia, se encuentra localizado en el suroeste de dicho país báltico. Fue creado durante el año 2001 después de una reorganización territorial. La capital es la villa de Aizkraukle.

## Subdivisiones
- Aizkraukle (villa)
- Aizkraukles pagasts (zona rural)

## Población y territorio
Su población se encuentra compuesta por un total de 10.080 personas (2009). La superficie de este municipio abarca una extensión de territorio de unos 102,3 kilómetros cuadrados. La densidad poblacional es de 98,53 habitantes por cada kilómetro cuadrado.